# ماهیچه راست جانبی
ماهیچه راست جانبی (انگلیسی: Lateral rectus muscle) یکی از شش ماهیچه‌های برون‌چشمی است که حرکت چشم را تنظیم می‌کنند.
ماهیچه راست جانبی کار دور کردن کره چشم را برعهده دارد.
خاستگاه آن حلقه تاندونی مشترک، پیوندگاه آن کناره جانبی صلبیه و عصب‌گیری‌اش از عصب دورکننده (abducens) است.

## نگارخانه

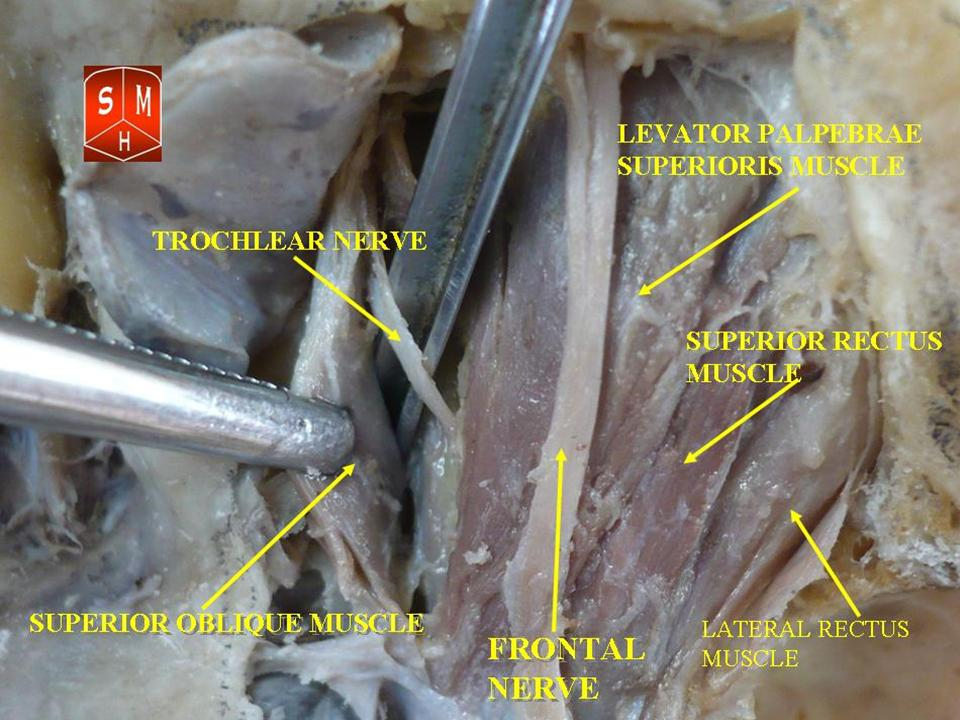
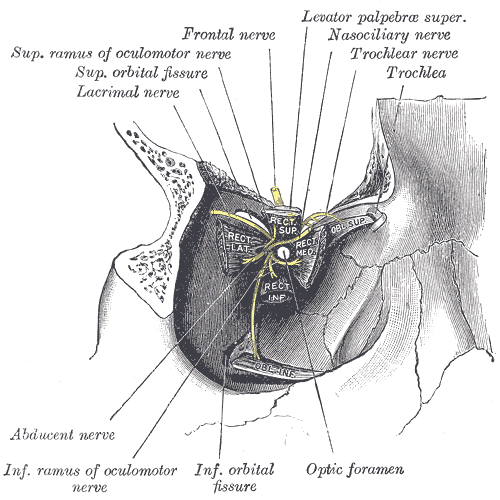
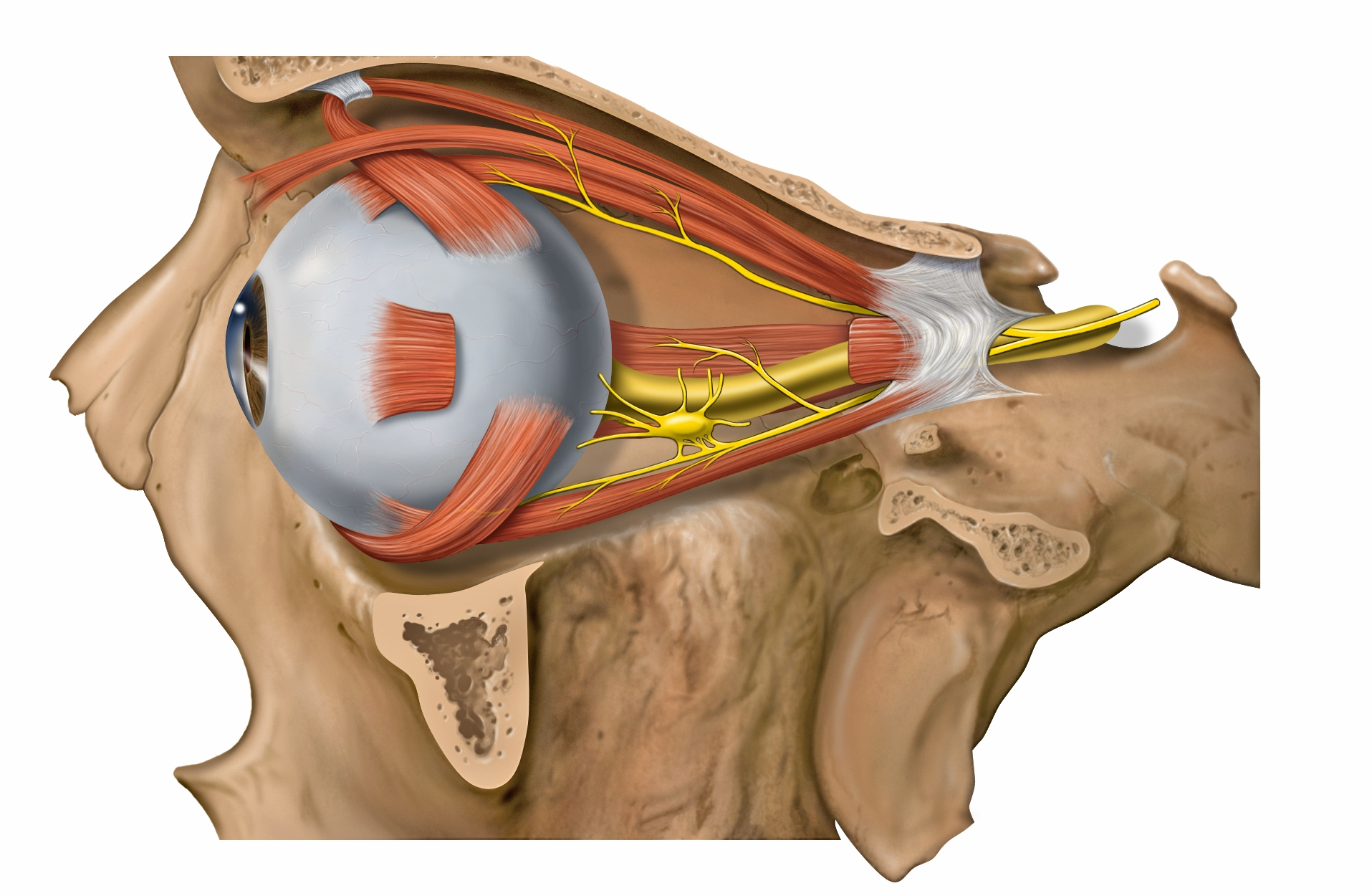
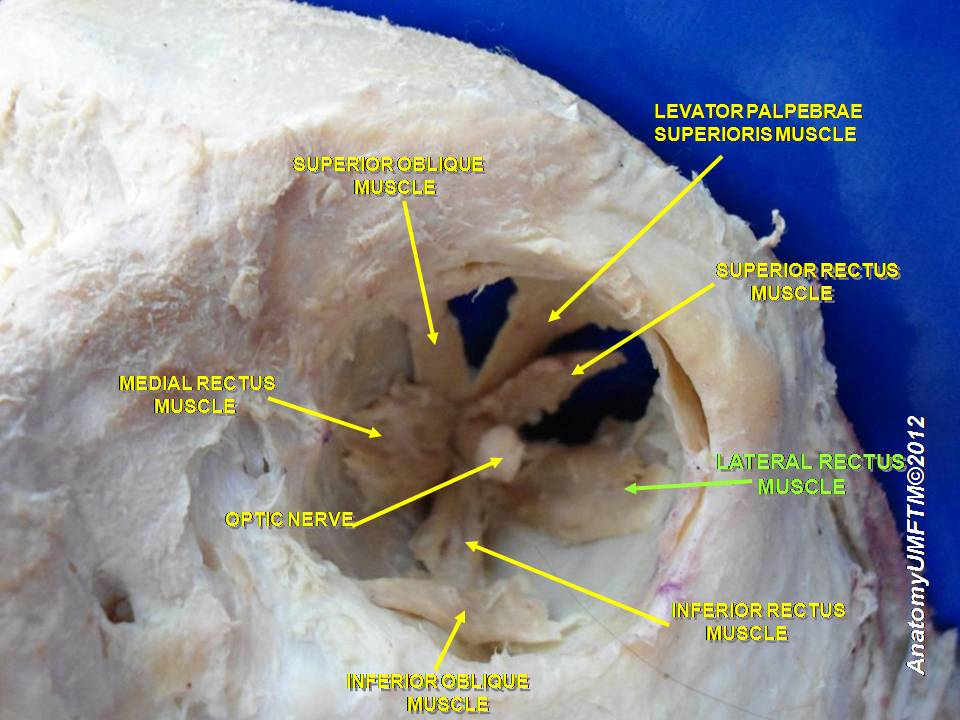
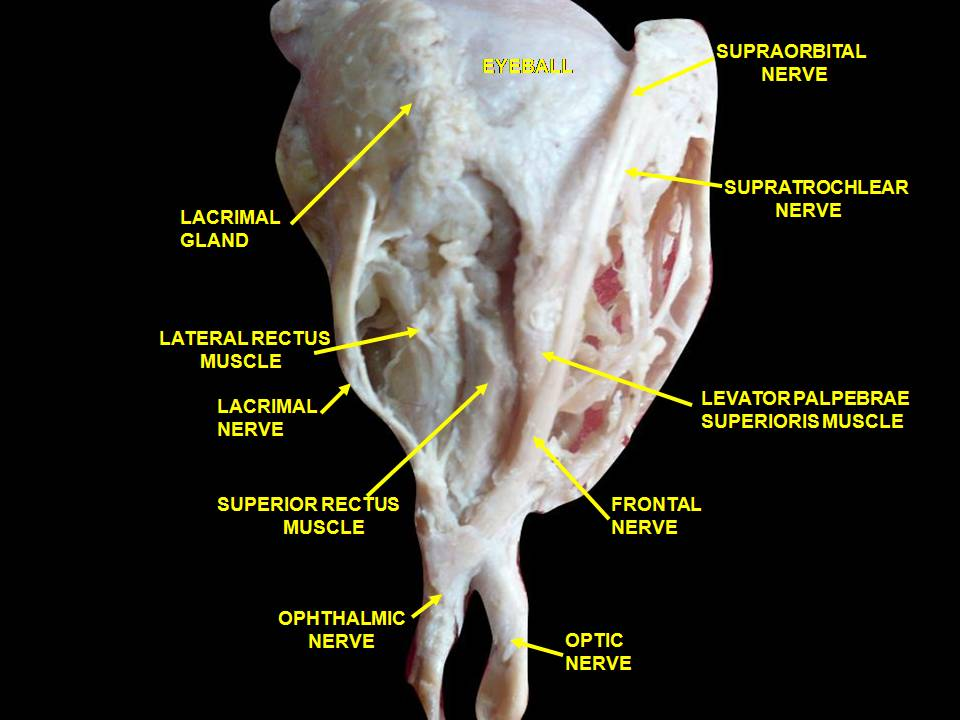
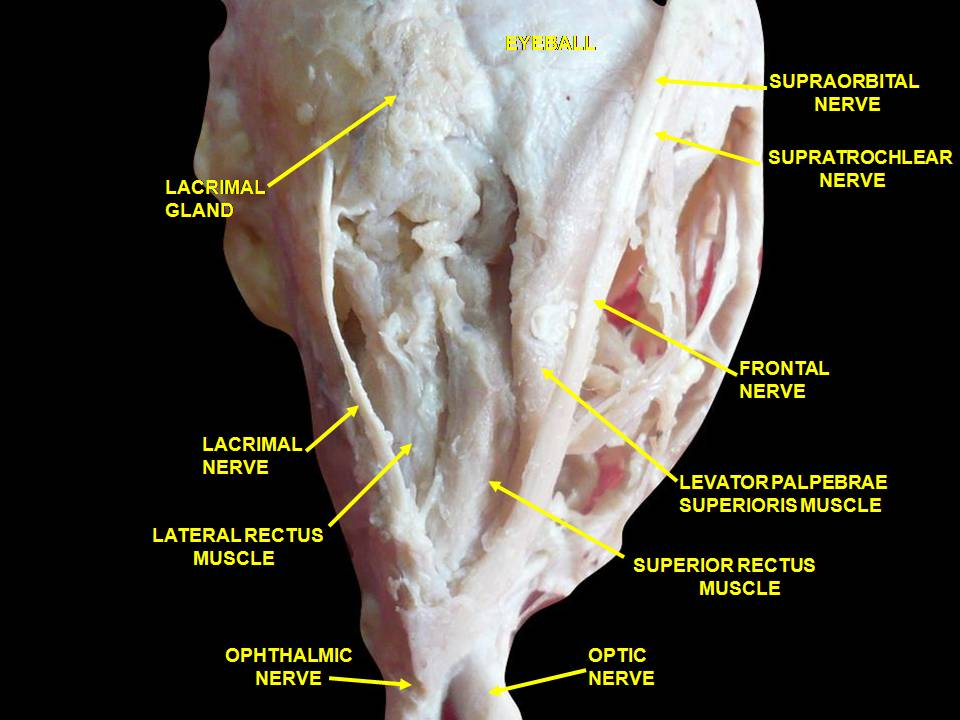
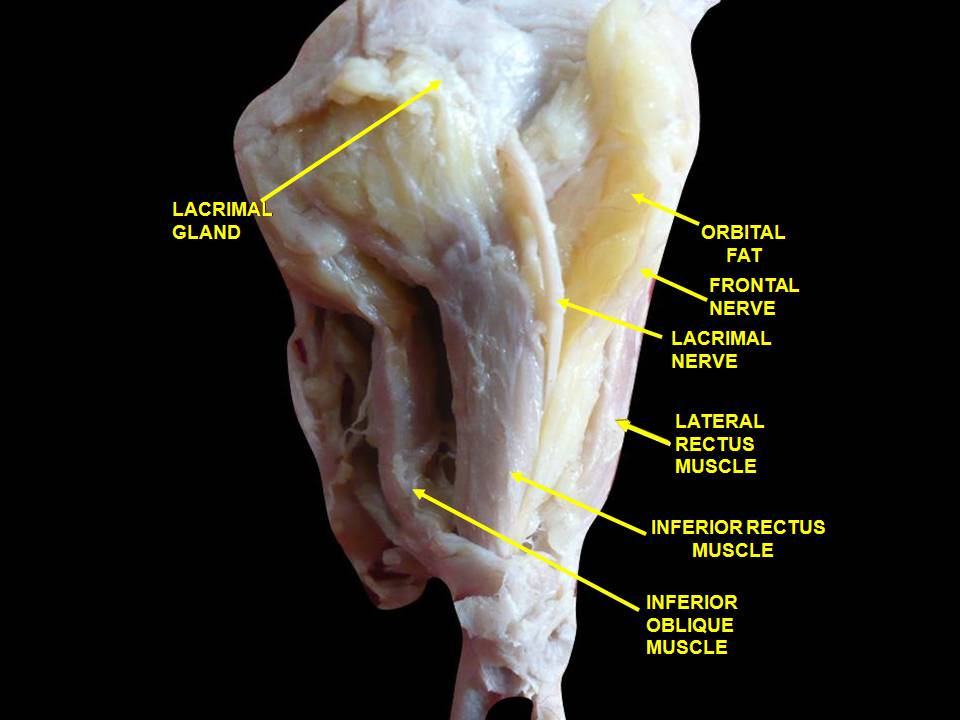
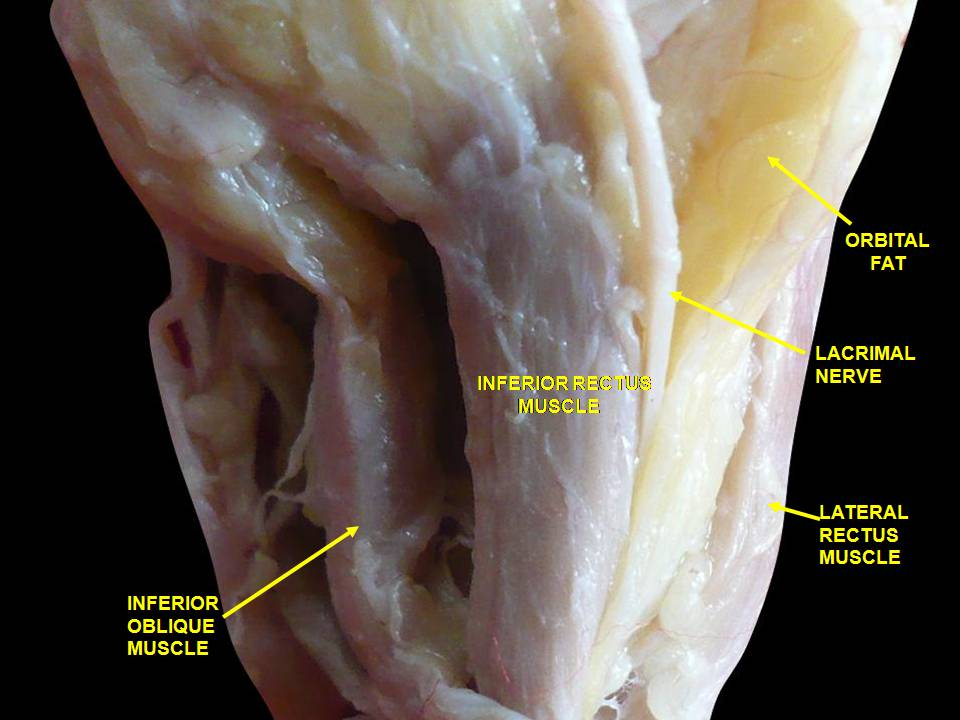